# Brown Sugar (1922)
Brown Sugar é um filme mudo britânico de 1922, do gênero romance, dirigido por Fred Paul e estrelado por Owen Nares, Lillian Hall-Davis e Eric Lewis. Foi baseado na peça de Lady Arthur Lever.[carece de fontes?]

## Elenco
- Owen Nares – Lord Sloane
- Lillian Hall-Davis – Stella Deering
- Eric Lewis
- Henrietta Watson